# Ісмаїл Ель-Шафей
Ісмаїл Ель-Шафей (нар. 15 листопада 1947) — колишній єгипетський тенісист.
Найвищу одиночну позицію світового рейтингу — 34 місце досяг 8 квітня 1975, парну — 26 місце — 30 серпня 1977 року.
Здобув 6 одиночних та 9 парних титулів.
Найвищим досягненням на турнірах Великого шолома були чвертьфінали в одиночному та парному розрядах.
Завершив кар'єру 1983 року.

## Фінали за кар'єру

### Одиночний розряд: 17 (6–11)
| Результат | W/L  | Дата     | Турнір                       | Покриття   | Суперник                        | Рахунок                 |
| --------- | ---- | -------- | ---------------------------- | ---------- | ------------------------------- | ----------------------- |
| Поразка   | 0–1  | Вер 1963 | Ostordorf, Західна Німеччина | Ґрунт      | Гаральд Ельшенбройх             | 0–6, 0–6                |
| Перемога  | 1–1  | Січ 1966 | Сан-Хосе, Коста-Рика         | Ґрунт      | Ґері Пенберті                   | 6–2, 6–2, 6–4           |
| Поразка   | 1–2  | Січ 1967 | Калькутта, Індія             | Трава      | Олександр Метревелі             | 3–6, 6–8, 4–6           |
| Поразка   | 1–3  | Бер 1967 | Каїр, Єгипет                 | Ґрунт      | Ян-Ерік Лундквіст               | 4–6, 4–6, 2–6           |
| Перемога  | 2–3  | Січ 1968 | Бремен, Західна Німеччина    | Тверде (i) | Даніель Конте                   | 6–2, 6–2, 9–7           |
| Поразка   | 2–4  | Бер 1968 | Каїр, Єгипет                 | Ґрунт      | Мілан Голечек                   | 6–4, 3–6, 1–6, 2–6      |
| Поразка   | 2–5  | Бер 1968 | Ле-Туке, Франція             | Ґрунт      | Франсуа Жоффре                  | 1–6, 2–6, 3–6           |
| Поразка   | 2–6  | Лют 1969 | Солсбері, США                | Тверде (i) | Стен Сміт                       | 3–6, 8–6, 4–6, 4–6      |
| Перемога  | 3–6  | Бер 1969 | Каїр, Єгипет                 | Ґрунт      | Іштван Гуяш                     | 6–2, 6–2, 9–7           |
| Поразка   | 3–7  | Бер 1969 | Александрія, Єгипет          | Ґрунт      | Іштван Гуяш                     | 1–6, 6–3, 3–6, 5–7      |
| Поразка   | 3–8  | Жов 1969 | Перт, Велика Британія        | Килим (i)  | Марк Кокс                       | 6–3, 12–14, 1–6         |
| Поразка   | 3–9  | Бер 1971 | Каїр, Єгипет                 | Ґрунт      | Метревелі Олександр Іраклійович | 6–8, 9–7, 4–6           |
| Перемога  | 4–9  | Бер 1973 | Каїр, Єгипет                 | Ґрунт      | Патрік Пруазі                   | 6–4, 6–8, 6–3, 6–3      |
| Перемога  | 5–9  | Бер 1974 | Каїр, Єгипет                 | Ґрунт      | Франсуа Жоффре                  | 6–0, 4–6, 6–1, 6–3      |
| Перемога  | 6–9  | Лис 1974 | Маніла, Філіппіни            | Тверде     | Ганс-Юрген Поманн               | 7–6, 6–1                |
| Поразка   | 6–10 | Сер 1975 | Бруммана, Ліван              | Ґрунт      | Нікола Пилич                    | 6–7, 6–3, 6–7, 7–6, 4–6 |
| Поразка   | 6–11 | Лис 1977 | Тайбей, Тайвань              | Тверде (i) | Тім Галліксон                   | 7–6, 5–7, 6–7, 4–6      |

### Парний розряд (9–18)
| Результат | W/L  | Дата     | Турнір                    | Покриття   | Партнер          | Суперники                          | Рахунок       |
| --------- | ---- | -------- | ------------------------- | ---------- | ---------------- | ---------------------------------- | ------------- |
| Поразка   | 0–1  | Сер 1970 | Бостон, США               | Тверде     | Торбен Ульріх    | Рой Емерсон Род Лейвер             | 1–6, 6–7      |
| Поразка   | 0–2  | Вер 1972 | Лос-Анджелес, США         | Тверде     | Браян Феерлі     | Панчо Гонсалес Джиммі Коннорс      | 3–6, 6–4, 6–7 |
| Поразка   | 0–3  | Жов 1972 | Alamo WCT, США            | Тверде     | Браян Феерлі     | Том Оккер Марті Ріссен             | 6–7, 4–6      |
| Поразка   | 0–4  | Лис 1972 | Гетеборг, Швеція          | Килим (i)  | Браян Феерлі     | Том Оккер Марті Ріссен             | 2–6, 6–7      |
| Поразка   | 0–5  | Бер 1973 | Чикаго, США               | Килим (i)  | Браян Феерлі     | Кен Роузволл Фред Столл            | 7–6, 4–6, 2–6 |
| Поразка   | 0–6  | Кві 1973 | Клівленд, США             | Килим (i)  | Браян Феерлі     | Кен Роузволл Фред Столл            | 2–6, 3–6      |
| Поразка   | 0–7  | Сер 1973 | Tanglewood, США           | Ґрунт      | Браян Феерлі     | Боб Кармайкл Фрю Макміллан         | 3–6, 4–6      |
| Перемога  | 1–7  | Кві 1974 | Сент-Луїс, США            | Ґрунт      | Браян Феерлі     | Джефф Мастерз Росс Кейс            | 7–6, 6–7, 7–6 |
| Перемога  | 2–7  | Жов 1974 | Крайстчерч, Нова Зеландія | N/A        | Роско Теннер     | Сід Болл Рей Раффелз               | w/o           |
| Перемога  | 3–7  | Лис 1974 | Джакарта, Індонезія       | Тверде     | Роско Теннер     | Юрген Фассбендер Ганс-Юрген Поманн | 7–5, 6–3      |
| Поразка   | 3–8  | Січ 1975 | Балтимор, США             | Килим (i)  | Фрю Макміллан    | Дік Крілі Рей Раффелз              | 4–6, 3–6      |
| Поразка   | 3–9  | Кві 1975 | Шарлотт, США              | Ґрунт      | Браян Феерлі     | Патрісіо Корнехо Хайме Фійоль      | 3–6, 7–5, 4–6 |
| Поразка   | 3–10 | Бер 1976 | Мехіко, Мексика           | Ґрунт      | Браян Феерлі     | Браян Готтфрід Рауль Рамірес       | 4–6, 6–7      |
| Поразка   | 3–11 | Жов 1976 | Брисбен, Австралія        | Трава      | Браян Феерлі     | Сід Болл Кім Ворвік                | 4–6, 4–6      |
| Перемога  | 4–11 | Жов 1976 | Сідней, Австралія         | Тверде (i) | Браян Феерлі     | Сід Болл Кім Ворвік                | 7–5, 6–7, 7–6 |
| Поразка   | 4–12 | Жов 1976 | Перт, Австралія           | Тверде     | Боб Кармайкл     | Дік Стоктон Роско Теннер           | 7–6, 1–6, 2–6 |
| Поразка   | 4–13 | Лис 1976 | Токіо, Японія             | Ґрунт      | Браян Феерлі     | Боб Кармайкл Кен Роузволл          | 4–6, 4–6      |
| Перемога  | 5–13 | Лип 1977 | Ньюпорт, США              | Трава      | Браян Феерлі     | Тім Галліксон Том Галліксон        | 6–7, 6–3, 7–6 |
| Перемога  | 6–13 | Бер 1978 | Каїр, Єгипет              | Ґрунт      | Браян Феерлі     | Літо Альварес Джордж Гарді         | 6–3, 7–5, 6–2 |
| Поразка   | 6–14 | Лип 1978 | Мастерс Цинциннаті, США   | Ґрунт      | Браян Феерлі     | Джін Меєр Рауль Рамірес            | 3–6, 3–6      |
| Поразка   | 6–15 | Сер 1978 | Новий Орлеан, США         | Килим (i)  | Браян Феерлі     | Ерік ван Діллен Дік Стоктон        | 6–7, 3–6      |
| Поразка   | 6–16 | Бер 1979 | Лагос, Нігерія            | Тверде     | Петер Фейгль     | Джоел Бейлі Брюс Клідж             | 4–6, 7–6, 3–6 |
| Поразка   | 6–17 | Вер 1979 | Палермо, Італія           | Ґрунт      | Джон Фівер       | Пітер Макнамара Пол Макнамі        | 5–7, 6–7      |
| Перемога  | 7–17 | Бер 1980 | Каїр, Єгипет              | Ґрунт      | Том Оккер        | Крістоф Фресс Бернар Фріц          | 6–3, 3–6, 6–3 |
| Перемога  | 8–17 | Лип 1980 | Гштад, Швейцарія          | Ґрунт      | Колін Даудесвелл | Марк Едмондсон Кім Ворвік          | 6–4, 6–4      |
| Перемога  | 9–17 | Бер 1981 | Каїр, Єгипет              | Ґрунт      | Балаж Тароці     | Паоло Бертолуччі Джанні Оклеппо    | 6–7, 6–3, 6–1 |
| Поразка   | 9–18 | Гру 1981 | Софія, Болгарія           | Килим (i)  | Рік Маєр         | Томас Еммріх Їржі Гранат           | 6–7, 6–2, 4–6 |

## Виступи в одиночних турнірах Великого шолома
Виграв Вімблдонський турнір серед юнаків 1964 року і досягнув фіналу 1963 року
| W | Ф | ПФ | ЧФ | #Р | КТ | К# | DNQ | A | NH |

| Турнір                                 | 1968 | 1969 | 1970 | 1971 | 1972 | 1973 | 1974 | 1975 | 1976 | 1977 | 1978 | 1979 | 1980 | Career SR | Career В-П | Career win % |
| -------------------------------------- | ---- | ---- | ---- | ---- | ---- | ---- | ---- | ---- | ---- | ---- | ---- | ---- | ---- | --------- | ---------- | ------------ |
| Відкритий чемпіонат Австралії з тенісу |      |      |      | 3р   |      |      |      |      |      |      | 1р   |      |      | 0 / 2     | 2–2        | 33.33        |
| Відкритий чемпіонат Франції з тенісу   |      | 3р   |      |      |      | 1р   | 2р   | 1р   | 1р   | 2р   | 1р   |      |      | 0 / 7     | 4–7        | 36.36        |
| Вімблдонський турнір                   | 2р   | 1р   | 3р   | 1р   |      |      | ЧФ   | 2р   | 3р   | 1р   | 1р   | 1р   | 1р   | 0 / 11    | 10–11      | 47.61        |
| Відкритий чемпіонат США з тенісу       |      | 3р   | 1р   | 1р   |      | 3р   | 4р   |      | 2р   |      |      |      |      | 0 / 6     | 8–6        | 53.33        |
| В-П                                    | 1–1  | 4–3  | 2–2  | 2–3  | 0–0  | 2–2  | 8–3  | 1–2  | 3–3  | 1–2  | 0–3  | 0–1  | 0–1  | 0 / 26    | 24–26      | 48.00        |